# Wettersäule (Königstein)

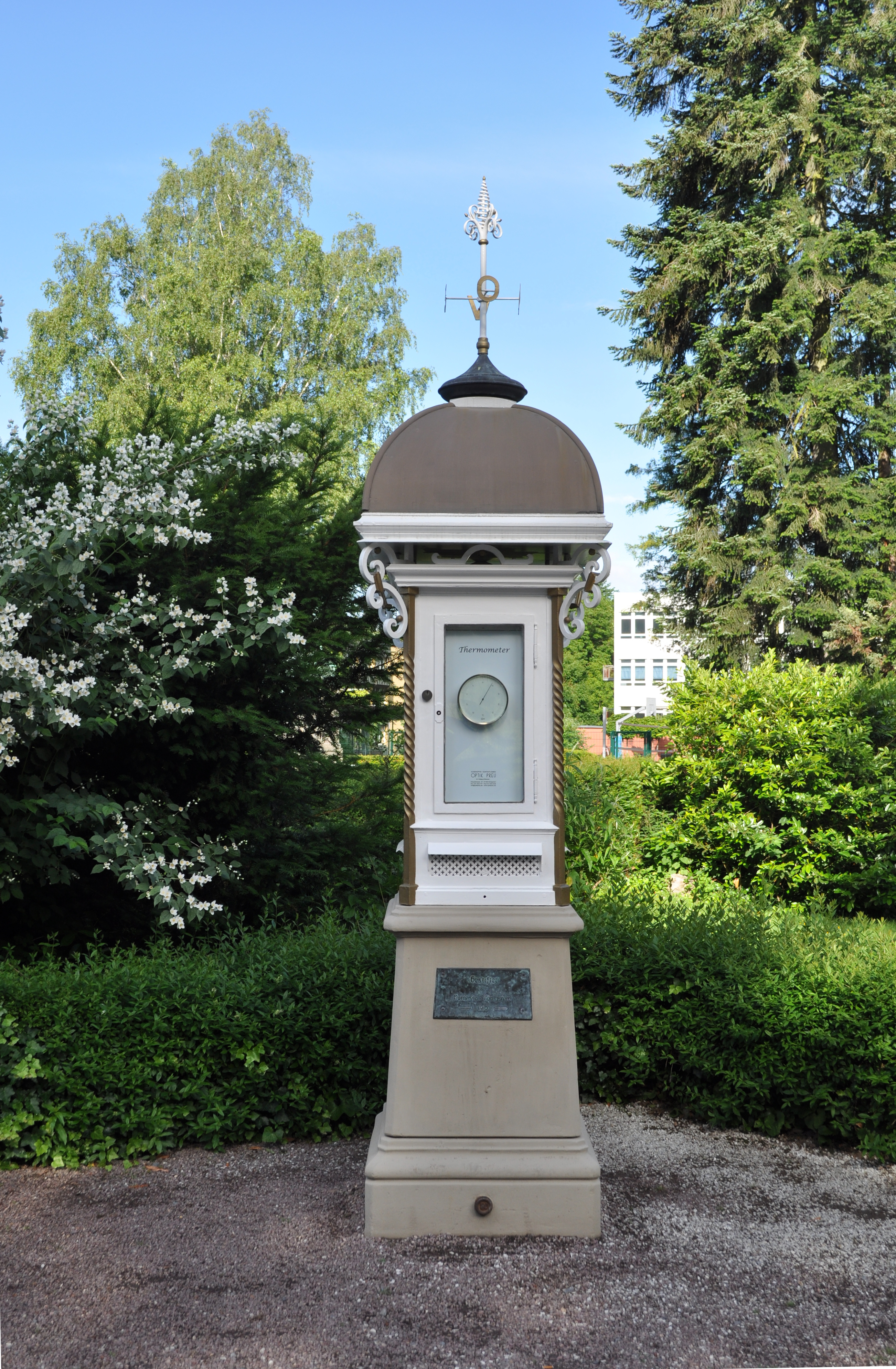
Wettersäule in Königstein

Die Wettersäule in Königstein ist eine Wettersäule in Deutschland und befindet sich im Königstein im Taunus im deutschen Bundesland Hessen. Sie steht als Kulturdenkmal unter Denkmalschutz.

## Beschreibung
Wettersäulen wurden gegen Ende des 19. Jahrhunderts in zahlreichen Orten aufgestellt. Der Kur- und Verkehrsverein Königstein stellte 1910 Mittel zur Förderung des Fremdenverkehrs zur Verfügung, um auch in Königstein am Taunus eine solche Wettersäule zu errichten. Man entschied sich für eine Wettersäule der Firma Wilhelm Lambrecht aus Göttingen. Es handelt sich um das Modell III „Tourist“, das 1910 einen Preis von 500 Mark (ohne Sockel) hatte. Ende August 1910 wurde die Säule in der Herzog-Adolph-Straße, am Rande einer Grünanlage, aufgestellt.
Die Säule besteht aus einem, sich nach oben verjüngenden Sandsteinsockel. Darauf befindet sich ein Metallgehäuse, das die Instrumente aufnimmt (die Instrumente sind nicht mehr original) und darüber ein Glockendach. Ein Himmelsrichtungenanzeiger krönt das Bauwerk.
Die Wettersäule wurde 2010 mit Unterstützung des Vereins Denkmalpflege-Königstein saniert.